# Robert Whittaker
Robert Harding Whittaker (ur. 27 grudnia 1920 w Wichita, zm. 20 października 1980) – amerykański botanik, ekolog i klimatolog.
Kształcił się w Washburn Municipal College (obecnie Washburn University) w Topeka (Kansas) oraz (po odbyciu służby wojskowej) na University of Illinois. Pracował naukowo i wykładał w Washington State College w Hanford, później w Hanford National Laboratories (gdzie prowadził pionierskie badania ekosystemów z zastosowaniem znakowania pierwiastkami promieniotwórczymi), Brooklyn College, University of California-Irvine i w końcu na Cornell University. Był naukowcem, który rozwinął metodykę badań ekologii zbiorowisk roślinnych opartą na analizie gradientu zmienności parametrów środowiska. Znalazł mocne dowody empiryczne obalające hipotezy dynamiki roślinności stworzone przez Frederica Clementsa i uznawane przez kilkadziesiąt lat w XX wieku. Koncentrował się na badaniach zbiorowisk roślinnych, sukcesji i produktywności ekosystemów. Jako pierwszy zaproponował powszechnie przyjęty, aż do 1990 roku, podział ziemskich organizmów na pięć królestw: Animalia (zwierzęta), Plantae (rośliny), Fungi (grzyby), Protista (protisty) i Monera (prokarioty). System ten przypominał zaproponowany sto lat wcześniej przez Haeckla, a obecnie jest zastępowany przez systemy trzech domen organizmów, a w tym sześciu supergrup eukariontów.